# UD Serra
La União Desportiva da Serra es un equipo de Fútbol de Portugal que juega en el Campeonato de Portugal, la cuarta división nacional.

## Historia
Fue fundado en el año 1976 en el poblado de Santa Catarina da Serra del distrito de Leiria y en su historia cuenta con tres temporadas en la desaparecida Tercera División de Portugal, la cual jugó por última vez en la temporada 1998/99. También ha participado en al menos ocho ocasiones en la Copa de Portugal.

## Partidos internacionales
El 18 de agosto de 2010 jugaron un partido amistoso ante India, el cual perdieron 1-3.

## Palmarés
- Campeonato de Leiria: 5

1997/98, 2001/02, 2006/07, 2021/22, 2024/25
- Segunda División de Leiria: 1

1984/85
- Copa de Leiria: 3

2000/01, 2003/04, 2005/06
- Supercopa de Vieira: 2

2006/07, 2007/08